# Piran (molekul)
U hemija, piran, ili oksin, je šestoatomski heterociklični, nearomatični prsten, koji se sastoji od pet atoma ugljenika i jednog atoma kiseonika i koji sadrži dve dvostruke veze. Molekulska formula je . Postoje dva izomera pirana, koji se razlikuju po lokaciji dvostrukih veza. U 2H-piranu, zasićeni ugljenik je u poziciji 2, dok je u 4H-piranu, u poziciji 4.
4H-Piran je prvi put izolovan i okarakterisan 1962. putem pirolize 2-acetoksi-3,4-dihidro-2H-pirana. Utvrđeno je da je suviše nestabilan, posebno u prisustvu vazduha. 4H-piran se lako disproporcioniše do korespondirajućeg dihidropirana i pirilijum jona, koji se lako hidrolizuju u vodenom rastvoru.